# Cipriano Castro
Cipriano Castro Ruiz (Capacho, 12 ottobre 1858 – San Juan, 4 dicembre 1924) è stato un politico venezuelano.
È stato Presidente del Venezuela dal 20 ottobre 1899 al 19 dicembre 1908.
Egli viene annoverato tra i Caudillos che spadroneggiavano in America latina nel periodo a cavallo del secolo XIX e XX.

## Biografia

### Gli inizi
Cipriano Castro, nato in un villaggio nello stato venezuelano di Táchira, era figlio di José Carmen Castro e Pelagia Ruiz. Il padre era un fattore di medio livello ed egli ricevette un'educazione tipica della classe media di Táchira. La sua famiglia aveva significativi rapporti di affari e di famiglia con la Colombia. Dopo aver terminato gli studi nella città natale e poi a San Cristóbal, proseguì gli studi in una scuola di seminario a Pamplona, in Colombia, dalla quale rientrò nel 1873 a San Cristóbal ove iniziò a lavorare come impiegato. Lavorò poi come cowboy nella regione andina.

### Esperienze militari e politiche

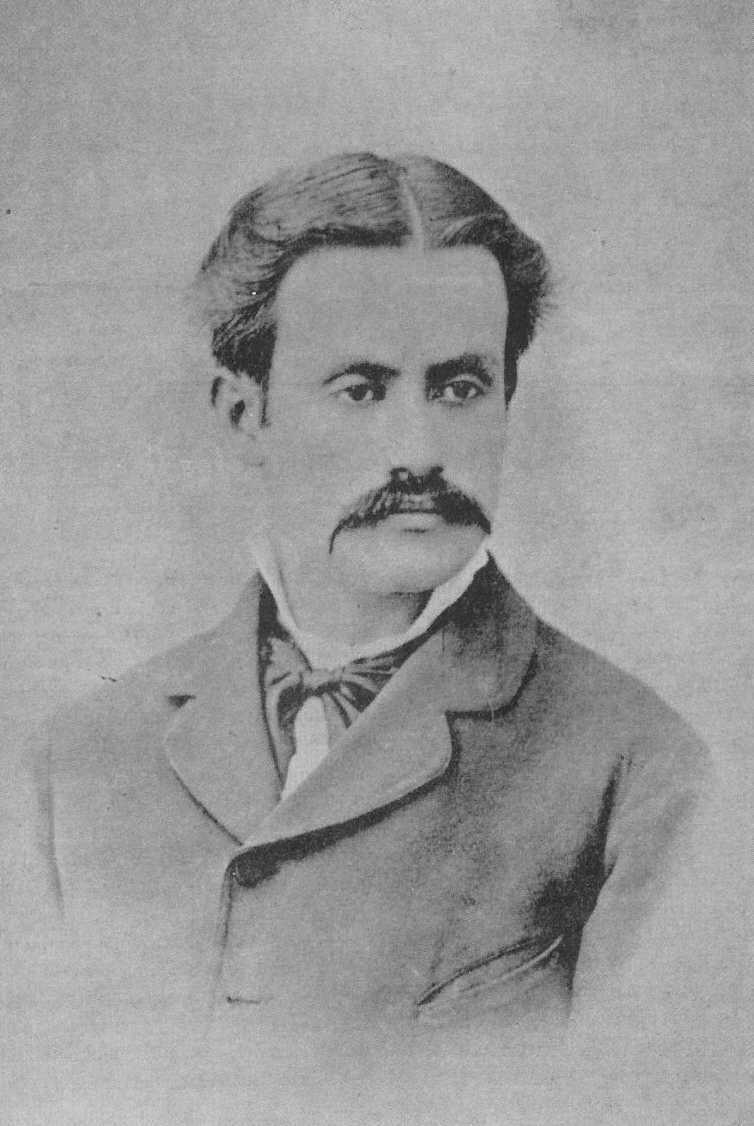
Cipriano Castro all'età di 25 anni

In 1876 Castro fu avversario politico del generale Francisco Alvarado nelle elezioni per la presidenza dello Stato di Táchira. Nel 1878 diresse la rivista El Álbum, partecipando insieme a un gruppo di avvocati indipendenti alla occupazione di San Cristóbal, quando si rifiutarono di sottomettersi all'autorità del nuovo presidente dello Stato.
Un contrasto con un parroco lo condusse nel 1884 in prigione a San Cristóbal, ma dopo sei mesi di carcere fuggì a Cúcuta, in Colombia, ove diresse una pensione e dove conobbe la sua futura moglie, Rosa Zoila Martínez, che diverrà poi nota come Doña Zoila. Tornato in Táchira come militare al seguito dei generali Segundo Prato, Macabeo Maldonado e Carlos Rangel Garbiras per innalzare nuovamente la bandiera dell'autonomia, con grande sconcerto del governatore, generale Espíritu Santo Morales. Castro sconfisse le forze governative a Capacho Viejo e a Rubio. Promosso generale, cominciò a emergere nella politica interna dello stato di Táchira. Incontrò quindi Juan Vicente Gómez, suo futuro compagno nell'ascesa al potere. Divenne quindi governatore di Táchira, ma fu costretto all'esilio in Colombia quando il governo di Caracas fu rovesciato nel 1892. Castro visse in Colombia per sette anni, ammassando una fortuna nel commercio illegale di bestiame e reclutò un suo esercito personale. 

### Presidenza

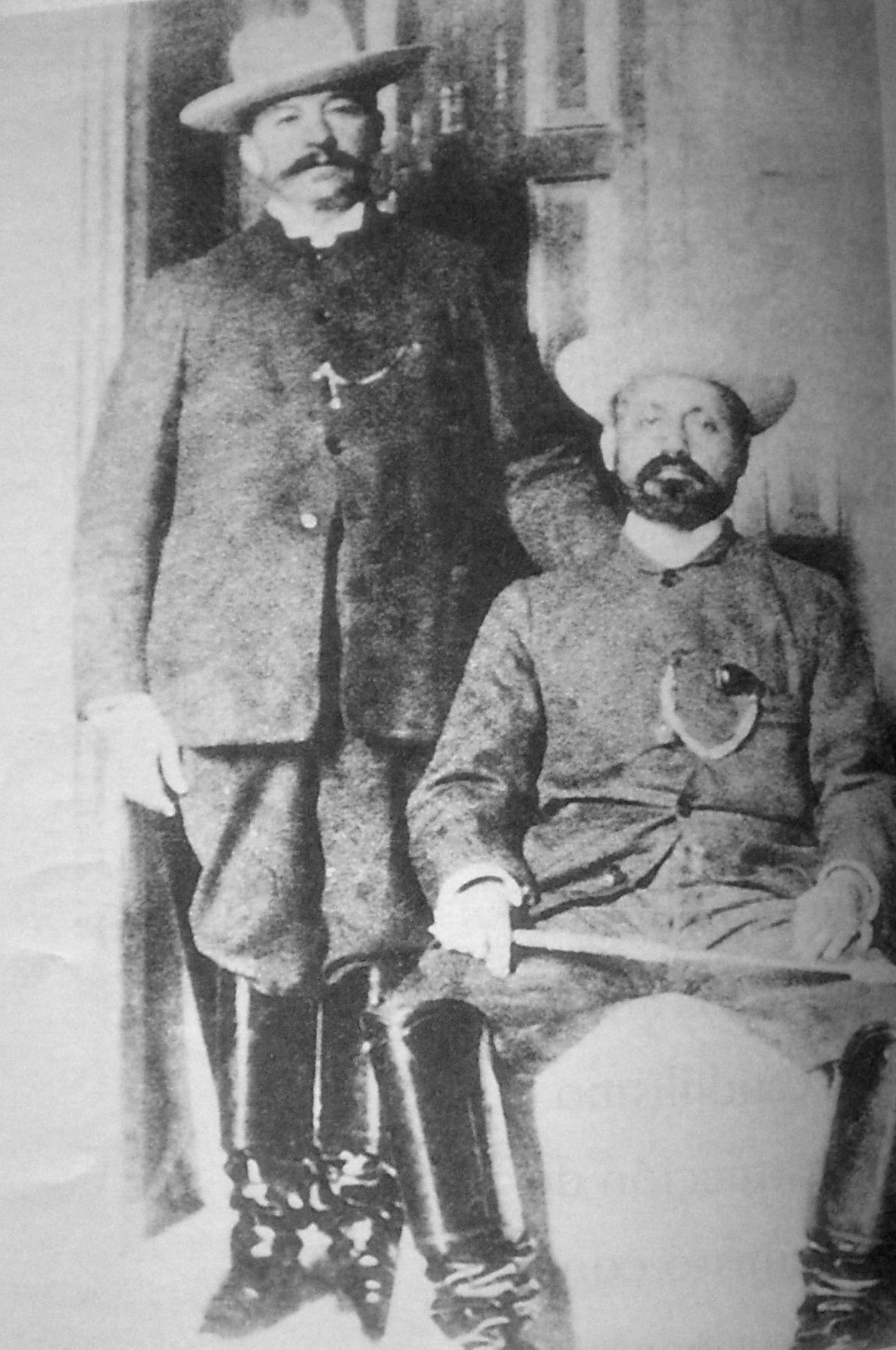
Juan Vicente Gómez e Cipriano Castro

Ottenuto un notevole sostegno dai venezuelani scontenti, Castro trasformò il suo esercito personale in un forte esercito nazionale, che utilizzò per marciare su Caracas nell'ottobre 1899, nella cosiddetta Revolución Liberal Restauradora (Rivoluzione liberale restauratrice), prese il potere e s'installò come comandante militare supremo. 
Una volta in carica iniziò un periodo di saccheggi e disordini politici, con il suo insediamento come presidente, dopo aver modificato la Costituzione (1904). Rimase in carica come presidente dal 1904 al 1911, nominando vicepresidente il suo compare Juan Vicente Gomez.
Il governo di Castro fu segnato da frequenti ribellioni, assassini o invio in esilio di oppositori, dalla sua vita stravagante e da contrasti con altre nazioni.
Castro fu definito dal Segretario di Stato degli Stati Uniti d'America (e futuro premio Nobel per la pace) Elihu Root come "un pazzo brutale" e dallo storico Edwin Lieuwen "probabilmente il peggiore dei molti dittatori del Venezuela". I suoi nove anni di governo dispotico e dissoluto provocarono numerosi interventi stranieri, compresi blocchi navali e bombardamenti da parte di unità navali di Gran Bretagna, Germania e Italia, che cercavano di sostenere le proteste contro Castro dei loro connazionali impegnati in Venezuela.

#### La crisi venezuelana del 1902-1903

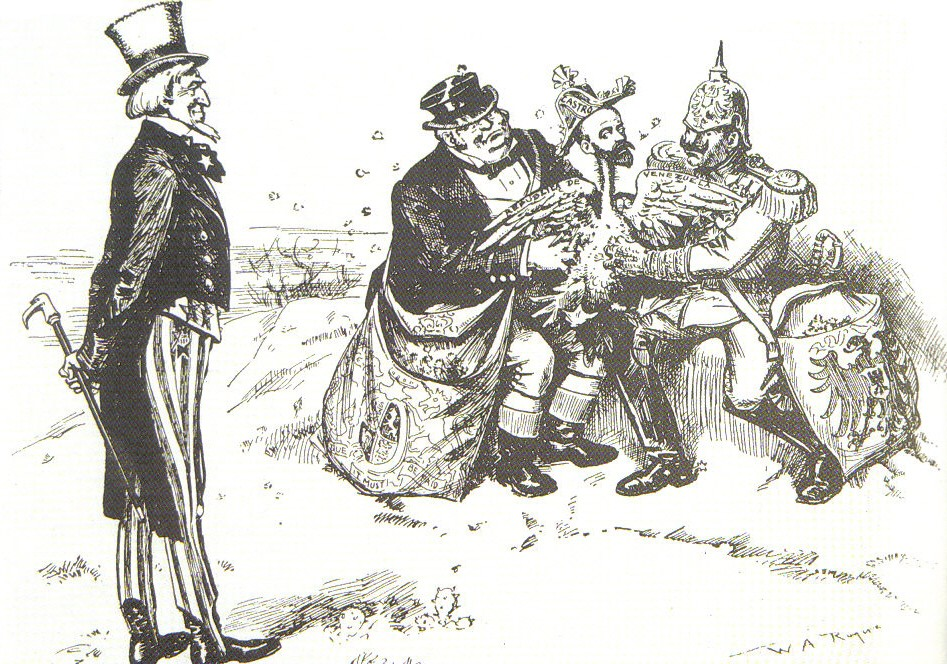
Caricatura di Cipriano Castro, di William Allen Rogers, pubblicata sul New York Herald, gennaio 1903

La Crisi venezuelana del 1902-1903 consistette in un blocco navale di parecchi mesi imposto al Venezuela da Regno Unito, Germania e Italia a causa del rifiuto di Castro di pagare i debiti esteri e i danni sofferti dai cittadini europei nella recente guerra civile venezuelana.
Castro riteneva che la Dottrina Monroe avrebbe voluto che gli Stati Uniti d'America si fossero schierati contro eventuali interventi militari europei nelle Americhe. Tuttavia allora il governo del Presidente Theodore Roosevelt sostenne che la Dottrina riguardava l'occupazione di territori, piuttosto che gli interventi militari da soli: se questi interventi non implicavano occupazione di territori da parte di potenze europee, gli Stati Uniti non sarebbero intervenuti. Il blocco vide la rapida messa fuori combattimento della debole marina venezuelana, ma Castro si rifiutò di cedere e pretese di sottoporre la questione a un arbitrato internazionale, ma la Germania vi si oppose.

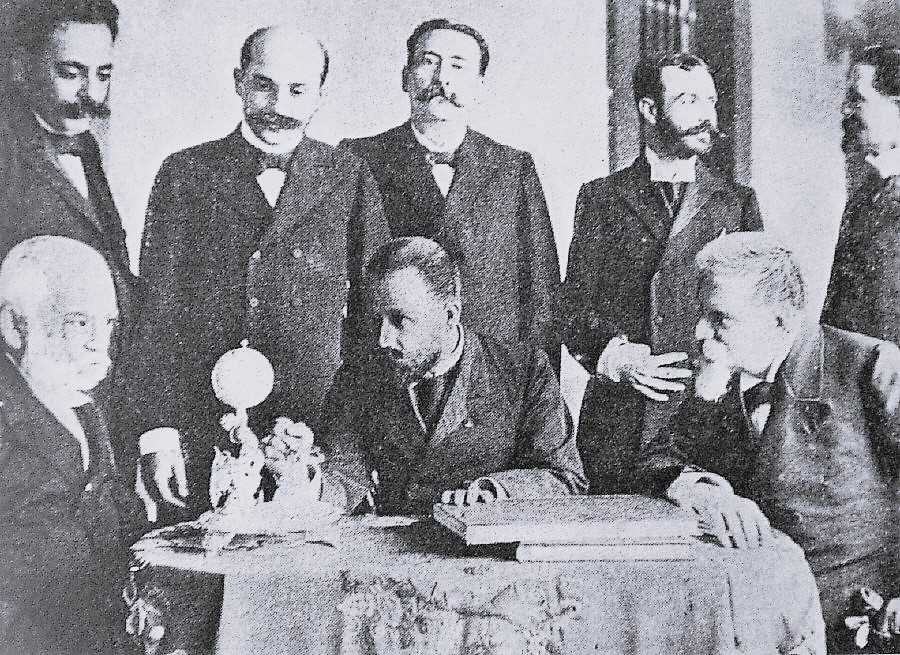
Cipriano Castro e il suo gabinetto nel 1902

Quando la stampa internazionale reagì negativamente agli incidenti causati dal blocco, compresi gli affondamenti di due navi venezuelane e il bombardamento delle coste, Gli Stati Uniti fecero pressioni sulle parti affinché si mettessero d'accordo, richiamando la loro attenzione sulla flotta statunitense presente a Porto Rico e comandata dall'ammiraglio George Dewey. Con il rifiuto di Castro di cedere, le pressioni di Roosevelt e le reazioni sempre più negative della stampa statunitense e di quella britannica, le nazioni che esercitavano il blocco accettarono la ricerca di un compromesso, ma mantennero il blocco durante i negoziati in dettaglio. Ciò condusse alla firma di un accordo il 13 febbraio 1903, che vide la rimozione del blocco e il Venezuela, rappresentato dall'ambasciatore statunitense Herbert W. Bowen, concedere il 30% delle sue entrate doganali alle potenze del blocco. Quando un arbitrato successivamente riconobbe un trattamento preferenziale alla potenze del blocco a scapito delle richieste di altre nazioni, gli Stati Uniti temettero che ciò avrebbe incoraggiato futuri interventi europei. L'episodio contribuì allo sviluppo del Corollario Roosevelt alla Dottrina Monroe, sostenendo il diritto degli Stati Uniti a intervenire per "stabilizzare" gli affari economici dei piccoli stati dei Caraibi e del Centro America, se essi non fossero stati in grado di pagare i loro debiti internazionali, al fine di impedire che un intervento europeo provvedesse in merito.

#### La crisi venezuelana del 1908

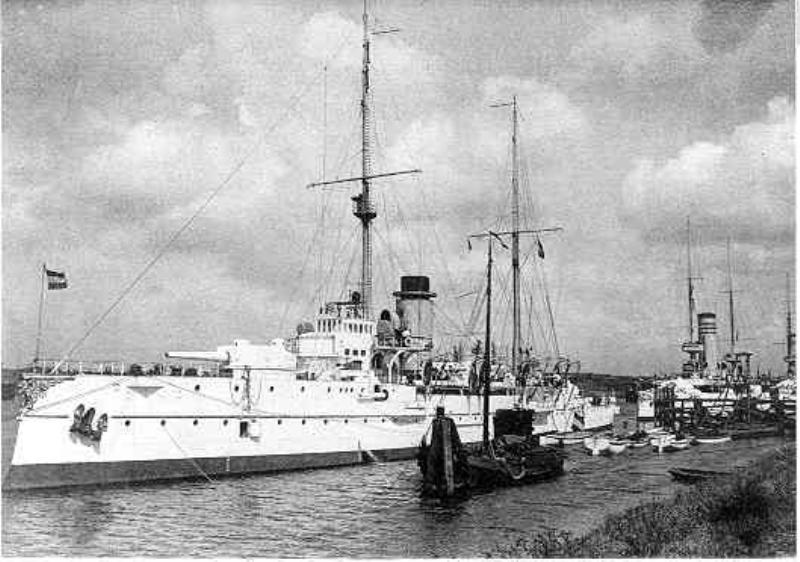
Il guardiacoste corazzato olandese Jacob van Heemskerk

Nel 1908 sorse una disputa tra i Paesi Bassi e il Venezuela, allorché Cipriano Castro bloccò i commerci con l'isola olandese di Curaçao, con il pretesto che essa ospitava profughi politici dal Venezuela.
Il Venezuela espulse l'ambasciatore olandese, provocando l'invio di tre navi militari - un guardiacoste corazzato, il Jacob van Heemskerk, e due incrociatori protetti, lo Hr.Ms. Gelderland e lo HNLMS Friesland. Le navi da guerra olandesi avevano l'ordine di intercettare qualunque nave che battesse bandiera venezuelana. Il 12 dicembre la Gelderland catturò il guardiacoste venezuelano Alix al largo di Puerto Cabello. Quella e un'altra nave venezuelana, la 23 de Mayo furono "internate" nel porto di Willemstad. Con la loro superiorità navale gli olandesi rafforzarono il blocco ai porti del Venezuela. Pochi giorni dopo Castro partì per Berlino, ufficialmente per sottoporsi a un intervento chirurgico. In sua assenza un'insurrezione a Caracas rovesciò il suo regime. Ciò pose di fatto fine alla controversia navale con i Paesi Bassi.

### La cacciata di Castro nel 1908, l'esilio e la morte nel 1924

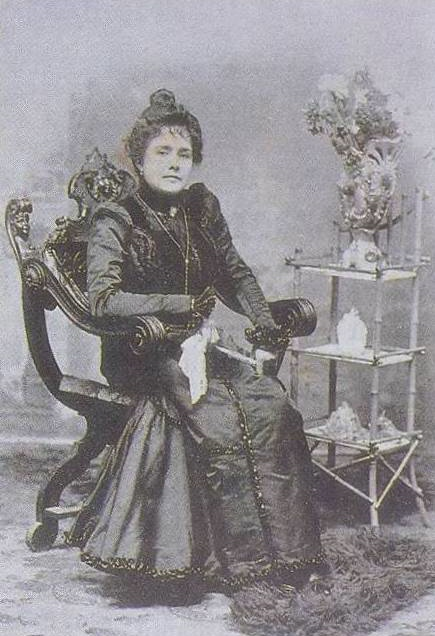
La moglie di Castro, Zoila Rosa Martínez

Nel 1908 Castro cadde seriamente ammalato a causa di problemi renali, che durarono circa quattro anni. Egli era partito per Parigi nel tardo 1908 per sottoporsi a una cura medica contro la sifilide, lasciando il governo nelle mani del vicepresidente Juan Vicente Gómez. Il 19 dicembre 1908, Gómez, con il sostegno della marina statunitense, assunse il potere e pose fine al conflitto con i Paesi Bassi. Pochi giorni dopo Castro partì per Berlino. Dopo di che Castro subì il risentimento delle potenze europee per la politica da lui perseguita negli otto anni di Presidenza del Venezuela. Privo di risorse per provocare un'invasione in armi, egli si recò a Madrid e quindi prima a Parigi e poi a Santa Cruz de Tenerife in convalescenza dopo l'intervento chirurgico. Alla fine del 1912 egli cercò di passare una stagione negli Stati Uniti, ma venne scoperto dalle autorità del Servizio Immigrazione di Ellis Island che lo costrinsero a lasciare gli USA nel febbraio 1913.
Si stabilì quindi nel 1916, insieme alla moglie, a Porto Rico, dove trascorse il resto della sua vita, strettamente sorvegliato da spie al soldo di Juan Vicente Gómez, che poco dopo divenne presidente/dittatore del Venezuela, per la durata di presidenza dittatoriale più lunga nella storia dell'America Latina.
Castro tentò più volte, con complotti, di riappropriarsi del potere in Venezuela, ma senza alcun successo. Morì all'età di 66 anni, il 4 dicembre 1924 a San Juan di Porto Rico.